# Lignéville
Lignéville é uma comuna francesa na região administrativa do Grande Leste, no departamento de Vosges. Estende-se por uma área de 12.53 km². Em 2010 a comuna tinha 319 habitantes (densidade: 25,5 hab./km²).